# Castañuelas (ort)
Castañuelas är en ort i Dominikanska republiken.   Den ligger i provinsen Monte Cristi, i den nordvästra delen av landet, 210 km nordväst om huvudstaden Santo Domingo. Castañuelas ligger 23 meter över havet och antalet invånare är 4 209.
Terrängen runt Castañuelas är platt. Runt Castañuelas är det ganska tätbefolkat, med 58 invånare per kvadratkilometer. Närmaste större samhälle är Villa Vásquez, 6,3 km nordost om Castañuelas. Omgivningarna runt Castañuelas är en mosaik av jordbruksmark och naturlig växtlighet.